# Rangamati
|  | Per a altres significats, vegeu «Rangamati (ruïnes)». |

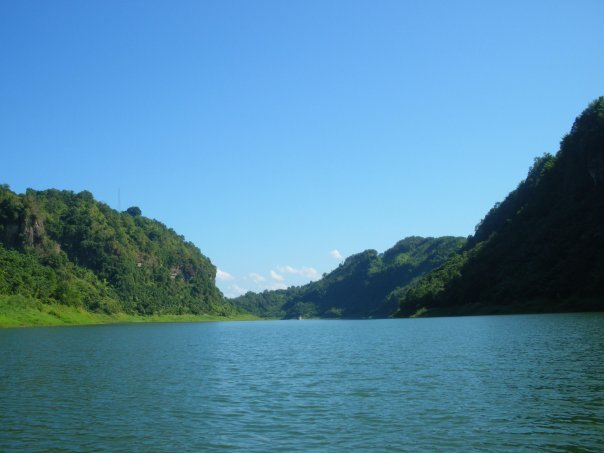
Llac Kaptai

Rangamati (bengalí: রাঙ্গামাটি, chakma: Ramytte) és una ciutat i municipi de Bangladesh, capital del districte de Rangamati i abans del cercle de Chakma, i de tot el territori dels Chittagong Hill Tracts. Està situada a la riba del Karnaphuli i és coneguda com a Ciutat dels Llacs. El 1991 tenia uns 75.000 habitants (només 1.627 el 1901). Rangamati està dividida en 13 àrees: Vedvedi, Collegegate, Rajbari, Newmarket, Banarupa, Kathaltoli, Fishery Ghath, Reserve Bazar, Launch Ghath, Pathor Ghata, Tabalchori, Mazher Basti i Asam Basti.

## Llocs principals
- Pont Hanging o, en bengalí, Jhulonto
- Llac Kaptai
- Museu Tribal establert el 1978, administrat pel Tribal Cultural Institute.

## Història
La ciutat fou la capital tradicional de Kapas Mahal o Jumland i fou fundada pel rei Chakma, Harish Chandra Rai el 1874, quan va abandonar el seu palau d'hivern anomenat Raja Nagar, situat a Rangunia. El palau reial fou construït al llac artificial de Kaptai; la nova ciutat ha sorgit als turons propers en mig d'un paisatge ple de vegetació tropical. Fou la capital dels Chittagong Hill Tracts (i dins d'aquest territori del cercle de Chakma) fins a la creació del districte.
Hi ha un dels principals centres budistes d'Asia (el Raj Bono Vihar). Prop del temple hi ha el modern palau del raja dels chakmes, Devasish Roy.